# Erfurt
Erfurt (nemška izgovarjava: [ˈɛʁfʊʁt] ()) je glavno in z dobrimi 200.000 prebivalci tudi največje mesto v Turingiji v osrednji Nemčiji. Leži v široki dolini reke Gera (potek: Gera→ Unstrut→ Saale→ Laba→ Severno morje), v južnem delu Turinške kotline, severno od Turinškega gozda. Leži sredi skoraj ravne črte mest, ki jih sestavlja šest največjih turinških mest, ki tvorijo osrednji metropolitanski koridor dežele, »turinško mestno verigo« (Thüringer Städtekette) z več kot 500.000 prebivalci, ki se razteza od Eisenacha na zahodu, preko Gothe, Erfurta, Weimarja in Jene, do mesta Gera na vzhodu. Erfurt in mesto Göttingen na jugu Spodnje Saške sta mesti z več kot 100.000 prebivalci, ki sta najbližje geografskemu središču Nemčije. Erfurt je 100 km jugozahodno od Leipziga, 250 km severovzhodno od Frankfurta, 300 km jugozahodno od Berlina in 400 km severno od Münchna.
Staro mestno jedro Erfurta je eno najbolje ohranjenih srednjeveških mestnih središč v Nemčiji. Turistične znamenitosti so Krämerbrücke (Trgovski most), Stara sinagoga (Alte Synagoge), najstarejša še stoječa sinagoga v Evropi, Stolnični grič (Domberg) z Erfurtsko stolnico (Erfurter Dom) in cerkvijo sv. Ksaverija (Severikirche) in citadela Petersberg (Zitadelle Petersberg), ena največjih in najbolje ohranjenih mestnih utrdb v srednji Evropi. Gospodarstvo mesta temelji na kmetijstvu, vrtnarstvu in mikroelektroniki. Zaradi osrednje lokacije je postal logistično središče za Nemčijo in srednjo Evropo. Erfurt gosti drugi največji trgovski sejem v vzhodni Nemčiji (za Leipzigom) in javno televizijsko oddajo za otroke KiKa.
Mesto leži ov Via Regia, srednjeveški trgovski in romarski cestni mreži. Sodobni Erfurt je tudi središče za hitre vlake ICE ter druga nemška in evropska prometna omrežja. Erfurt je bil prvič omenjen leta 742, ko je sveti Bonifacij ustanovil škofijo. Čeprav mesto politično ni pripadalo nobeni od Turinških držav, je hitro postalo gospodarsko središče regije in je bilo član Hanzeatske lige. V času Svetega rimskega cesarstva je bil del elektorata Mainz, kasneje je leta 1802 je postal del Kraljevine Prusije. Od leta 1949 do 1990 je bil Erfurt del Nemške demokratične republike (NDR – tudi Vzhodna Nemčija).
Univerza v Erfurtu je bila ustanovljena leta 1379  in je tako prva univerza, ustanovljena na geografskem območju, ki sestavlja današnjo Nemčijo. Zaprta je  bila leta 1816 in ponovno ustanovljena leta 1994, z glavnim sodobnim kampusom na mestu, kjer je bila učiteljska šola. Martin Luther (1483–1546) je bil njen najslavnejši študent, ki je tam študiral od leta 1501, preden je leta 1505 vstopil v samostan svetega Avguština. Drugi znani Erfurtčani so srednjeveški filozof in mistik Mojster Eckhart (okoli 1260–1328), baročni skladatelj Johann Pachelbel (1653–1706) in sociolog Max Weber (1864–1920).

## Zgodovina

### Predzgodovina in antika
Erfurt je staro germansko naselje. Najzgodnejši dokazi o človeški poselitvi izvirajo iz prazgodovine; arheološke najdbe severno od Erfurta so odkrile človeške sledi iz obdobja paleolitika, ok. 10.000 pr. n. št.
Zahodno od Erfurta v Frienstedtu je v dobi našega štetja obstajala velika germanska vas, ki so jo našli med gradnjo avtoceste. Kjer so odkrili tudi najstarejšo germansko besedo, ki so jo kdaj odkrili v Srednji Nemčiji, napisano v runski pisavi, je bila najdena na glavniku iz žrtvenega jaška beseda: kaba. Iz rimskih časov pa so našli 200 kovancev iz 3. stoletja ter 150 rimskih keramičnih fragmentov in več kot 200 fibul. Tudi 11 inhumacijskih grobov skupine Haßleben-Leuna, ki je arheološka kulturna skupina.
Najdba v Melchendorfu v južnem delu mesta je pokazala naselbino iz neolitskega obdobja.  Turingijci so naselili območje Erfurta v l. 480 in dali svoje ime Turingiji v ok. 500.

### Srednji vek
Mesto se prvič omenja leta 742 pod imenom »Erphesfurt«: tega leta je sveti Bonifacij pisal papežu Zahariju in ga obvestil, da je v osrednji Nemčiji ustanovil tri škofije, eno od njih »v kraju, imenovanem Erphesfurt, ki je že že dolgo naseljena s poganskimi staroselci«. Vse tri škofije (drugi dve sta bili Würzburg in Büraburg) je Zaharij naslednje leto potrdil, čeprav je bil leta 755 Erfurt vključen v škofijo Mainz. Da je bil kraj že poseljen, pričajo arheološki dokazi, ki vključujejo 23 grobov in šest konjskih pokopov iz 6. in 7. stoletja.
V srednjem veku je bil Erfurt pomembno trgovsko mesto zaradi svoje lege, blizu prehoda čez reko Gera. Skupaj z ostalimi petimi turinškimi mesti Gotha, Tennstedt, Arnstadt in Langensalza je bilo središče nemške cestne trgovine, zato so bila ta mesta zelo bogata. Erfurt je bil križišče pomembnih trgovskih poti: Via Regia je bila ena najpogosteje uporabljenih cest v smeri vzhod–zahod med Francijo in Rusijo (čez Frankfurt, Erfurt, Leipzig in Vroclav), druga pot v smeri sever–jug pa je bila povezava med pristanišči v Baltskem morju (npr. Lübeck) in močne zgornje italijanske mestne države, kot sta Benetke in Milano.
V 10. in 11. stoletju sta tako cesar kot volilni knez Mainza imela nekatere privilegije v Erfurtu. Nemški kralji so imeli pomemben samostan na griču Petersberg in nadškofje iz Mainza so pobirali davke od ljudi. Okoli leta 1100 so nekateri ljudje postali svobodni državljani s plačilom letnega Freizins (davek na osvoboditev), kar je prvi korak k neodvisnosti mesta. V 12. stoletju so meščani v znamenje vedno večje neodvisnosti okrog Erfurta (na območju današnjega Jurija-Gagarinovega obroča) zgradili mestno obzidje. Po letu 1200 je bila uresničena neodvisnost in leta 1217 ustanovljen mestni svet; mestna hiša je bila zgrajena leta 1275. V naslednjih desetletjih je občina kupila ozemlje v lasti mesta okoli Erfurta, ki je bilo sestavljeno iz skoraj 100 vasi in gradov ter celo enega majhnega mesta (Sömmerda). Erfurt je postal pomembna regionalna sila med Turinško deželno grofijo okoli, Mainzem na zahodu in Saško na vzhodu. Med letoma 1306 in 1481 je bil Erfurt povezan z dvema drugima velikima mestoma Turingije (Mühlhausen in Nordhausen) v Zvezo mest Turingije, tri mesta pa so se skupaj pridružila Hanzeatski ligi leta 1430. Vrhunec gospodarskega razvoja je bil dosežen v 15. stoletju, ko je mesto imelo 20.000 prebivalcev, in bilo eno največjih v Nemčiji. Med letoma 1432 in 1446 je bilo postavljeno drugo in višje mestno obzidje. Leta 1483 je bila na griču Cyriaksburg v jugozahodnem delu mesta zgrajena prva mestna trdnjava.
Leta 1184 se je v Erfurtu zgodila pomembna nesreča, imenovana Erfurter Latrinensturz. Kralj Henrik VI. je v stavbi Erfurtske stolnice sestal na posvetu za pogajanja o miru med dvema svojima vazaloma, nadškofom Konradom I. iz Mainza in deželnim grofom Ludvikom III. iz Turingije. Nakopičena teža vseh zbranih moških se je izkazala za pretežko, da bi jo tla prenesla, in so se zrušila. Po sodobnih poročilih je na desetine ljudi padlo v smrt v latrino, straniščno jamo spodaj. Ludvik III., Konrad I. in Henrik VI. so afero preživeli.
Judovska skupnost v Erfurtu je bila ustanovljena v 11. stoletju in je skupaj z Mainzem, Wormsom in Speyerjem postala ena najvplivnejših v Nemčiji. Njihova Stara sinagoga je še vedno ohranjena in je danes muzej, prav tako mikveh ob reki Gera blizu Krämerbrücka. Leta 1349, med valom preganjanja Judov med črno smrtjo po Evropi, so Jude v Erfurtu zgrabili, več kot 100 jih je bilo ubitih, ostale pa so pregnali iz mesta. Bogat judovski trgovec je pred preganjanjem svoje imetje zakopal v klet svoje hiše. Leta 1998 so ta zaklad našli med gradbenimi deli. Erfurtski zaklad z različnimi zlatimi in srebrnimi predmeti je danes prikazan na razstavi v sinagogi. Le nekaj let po letu 1349 so se Judje vrnili v Erfurt in ustanovili drugo skupnost, ki pa jo je mestni svet leta 1458 razpustil.
Leta 1379 je bila ustanovljena Univerza v Erfurtu. Skupaj z Univerzo v Kölnu je bila ena prvih mestnih univerz v Nemčiji, medtem ko so bile običajno v lasti Landesherren. Nekatere stavbe te stare univerze so ohranjene ali obnovljene v Latinski četrti v severnem delu mesta (kot Collegium Maius, študentski domovi Georgenburse in drugi, bolnišnica in cerkev univerze). Univerza je hitro postala vroča točka nemškega kulturnega življenja v renesančnem humanizmu z učenjaki, kot so Ulrich von Hutten, Helius Eobanus Hessus in Justus Jonas.

### Zgodnja moderna doba
Leta 1501 se je Martin Luther (1483–1546) preselil v Erfurt in začel študij na univerzi. Po letu 1505 je kot pater živel v samostanu sv. Avguština. Leta 1507 je bil v Erfurtski stolnici posvečen v duhovnika. Leta 1511 se je za stalno preselil v Wittenberg. Erfurt je leta 1521 prvi sprejel protestantsko reformacijo.
Leta 1530 je mesto s Hammelburško pogodbo postalo eno prvih v Evropi, ki je bilo uradno dvokonfesionalno. Ta status je ohranilo skozi vsa naslednja stoletja. Poznejše 16. in 17. stoletje sta Erfurtu prinesla počasen gospodarski propad. Trgovina se je skrčila, prebivalstvo je upadalo in univerza je izgubila svoj vpliv. Samostojnost mesta je bila ogrožena. Leta 1664 je mesto z okolico prešlo pod oblast volilnega kneza Mainza in izgubilo neodvisnost. Med letoma 1665 in 1726 je bila na griču Petersberg zgrajena ogromna trdnjava za nadzor nad mestom in postavljen guverner, ki je vladal Erfurtu.
V letih 1682 in 1683 je Erfurt doživel najhujša leta kuge v svoji zgodovini. Leta 1683 je več kot polovica prebivalstva umrla zaradi smrtonosne bolezni.
V Erfurtu so znani lov na čarovnice od leta 1526 do 1705. Zapisi o poskusih so le nepopolni. Dvajset ljudi je bilo vpletenih v čarovniške procese in najmanj osem ljudi je umrlo.
V poznem 18. stoletju je Erfurt doživel še en kulturni vrhunec. Guverner Karl Theodor Anton Maria von Dalberg je bil v tesnih odnosih z [Johann Wolfgang von Goethe|Johannom Wolfgangom von Goethejem]], Friedrichom Schillerjem, Johannom Gottfriedom Herderjem, Christophom Martinom Wielandom in Wilhelmom von Humboldtom, ki so ga pogosto obiskovali na njegovem dvoru v Erfurtu.

### Erfurt v obdobju napoleonskih vojn
Erfurt je leta 1802 postal del Kraljevine Prusije kot nadomestilo za ozemlja, ki jih je Prusija izgubila proti Franciji na levem bregu Rena. Po kapitulaciji Erfurta je bilo mesto, njegovih 12.000 pruskih in saških branilcev pod Viljemom VI., princem Orange-Nassau, 65 topniških orodij ter citadela Petersberg in citadela Cyriaksburg 16. oktobra 1806 predana Francozom. Ob kapitulaciji je imel francoski maršal Joachim Murat blizu Erfurta približno 16.000 vojakov. S priključitvijo ozemlja Saška-Weimar Blankenhain je mesto postalo del Prvega francoskega cesarstva leta 1806 kot kneževina Erfurt, ki je bila neposredno podrejena Napoleonu kot »cesarska državna domena« (francosko: domaine réservé à l'empereur) , ločena od Renske zveze, ki so se ji pridružile okoliške dežele Turingije. Erfurt je upravljal civilni in vojaški senat[29] (Finanz- und Domänenkammer Erfurt)  pod vodstvom francoskega guvernerja, s sedežem v Kurmainzische Statthalterei, ki je bil prej sedež mestnega guvernerja pod volilno enoto. Napoleon je prvič obiskal kneževino 23. julija 1807 in si ogledal citadele in utrdbe. Leta 1808 je potekal Erfurtski kongres, na katerem sta mesto obiskala Napoleon in Aleksander I. Ruski.
Med svojo upravo so Francozi uvedli ulično razsvetljavo in davek na tuje konje za plačilo vzdrževanja cest. Peterskirche je trpela pod francosko okupacijo, njen inventar pa je bil prodan na dražbi drugim krajevnim cerkvam – vključno z orglami, zvonovi in celo stolpom kapele Corpus Christi (Fronleichnamskapelle) –, knjižnica nekdanjega samostana pa je bila podarjena Univerzi v Erfurtu ( in nato v knjižnico Boineburg, ko je bila univerza leta 1816 zaprta). Podobno so Francozi poškodovali citadelo Cyriaksburg, pri čemer so mestno obzidje delno razstavili na lovu za namišljenimi zakladi iz samostana, delavci pa so bili plačani od prodaje gradbenega materiala.
Leta 1811 so v spomin na rojstvo princa Napoleona II. na skupnem mestu postavili 21-metrski slavnostni steber (Die Napoleonsäule) iz lesa in mavca. ref name="Denkmale Erfurts">»Denkmale Erfurts 1806–1814« [Monuments of Erfurt 1806–1814] (v nemščini). Thüringer Naturbrief. Pridobljeno 3. januarja 2016.</ref> Podobno je bil v gozdu Stiegerwald postavljen Napoleonshöhe – tempelj v grškem slogu, na vrhu katerega je krilata Zmaga s ščitom, mečem in sulico ter vsebuje doprsni kip Napoleona, ki ga je izklesal Friedrich Döll –, vključno z jamo z vodnjakom in cvetličnimi gredami, z uporabo velikega ribnika (lavoratorium) iz Peterskirche,  slovesno odprta 14. avgusta 1811 po ekstravagantnem praznovanju Napoleonovega rojstnega dne, ki se je ponovilo leta 1812 s koncertom v Predigerkirche, ki ga je dirigiral avtor Louis Spohr.
Ko se je po francoskem porazu v Rusiji oblikovala Šesta koalicija, je Napoleon 24. februarja 1813 ukazal Peterburški citadeli, naj se pripravi na obleganje in 25. aprila obiskal mesto, da bi pregledal utrdbe, zlasti obe citadeli. 10. julija 1813 je Napoleon za obrambo Erfurta postavil Alexandra d'Altona. Ko pa so Francozi odredili, da bo 1000 mož vpoklicanih v Grande Armée, so se rekrutom pridružili drugi državljani v izgredih 19. julija, ki so privedli do 20 aretacij, od katerih je francosko vojno sodišče 2 obsodilo na smrt; zato so Francozi ukazali zapreti vse gostilne in pivnice.
V enem tednu po odločilni zmagi Šeste koalicije pri Leipzigu (16.–19. oktober 1813) pa so Erfurt oblegale pruske, avstrijske in ruske čete pod poveljstvom pruskega generalporočnika von Kleista. Po prvi kapitulaciji, ki jo je 20. decembra 1813 podpisal d'Alton, so se francoske čete umaknile v dve trdnjavi Petersberg in Cyriaksburg, kar je omogočilo koalicijskim silam, da so 6. januarja 1814 vkorakale v Erfurt ob veselih pozdravih; slavnostni steber Napoleonsäule je bil zažgan in uničen kot simbol zatiranja državljanov pod Francozi;  podobno so 1. novembra 1813 zažgali Napoleonshöhe in ga popolnoma uničili Erfurtčani in njihovi oblegovalci leta 1814. Po razpisu za prostovoljce 3 dni pozneje se je 300 Erfurčanov pridružilo koalicijskim vojskam v Franciji. Končno so maja 1814 Francozi popolnoma kapitulirali, saj je 1700 francoskih vojakov zapustilo trdnjavi Petersberg in Cyriaksburg. V dveh mesecih in pol obleganja se je smrtnost v mestu zelo povečala; Leta 1813 je umrlo 1564 meščanov Erfurta, približno tisoč več kot prejšnje leto.
Po Dunajskem kongresu je bil Erfurt 21. junija 1815 vrnjen Prusiji in postal glavno mesto enega od treh okrožij (Regierungsbezirke) nove province Saške, vendar so se nekateri južni in vzhodni deli erfurtskih dežel pridružili Blankenhainu in prešli v Veliko vojvodstvo Saška-Weimar-Eisenach naslednjega septembra. Čeprav je mesto na zahodu, jugu in vzhodu omejeno z ozemljem Turingije, je do leta 1944 ostalo del pruske province Saške.

### Od 1815
Po revoluciji leta 1848 so mnogi Nemci želeli imeti enotno nacionalno državo. Poskus v tej smeri je bila propadla Erfurtska zveza nemških dežel leta 1850.
Industrijska revolucija je Erfurt dosegla v 1840-ih, ko je bila zgrajena turinška železnica, ki je povezovala Berlin in Frankfurt. V naslednjih letih je bilo ustanovljenih veliko tovarn v različnih sektorjih. Ena največjih je bila Pruska kraljevska tovarna orožja leta 1862. Po združitvi Nemčije leta 1871 se je Erfurt z južne meje Prusije preselil v središče Nemčije, tako da utrdbe mesta niso bile več potrebne. Rušenje mestnih utrdb leta 1873 je privedlo do gradbenega razcveta v Erfurtu, saj je bilo zdaj mogoče graditi na območju, ki ga je prej zasedalo obzidje in širše. Nastalo je veliko javnih in zasebnih stavb, infrastruktura (kot so tramvaj, bolnišnice in šole) pa se je hitro izboljšala. Število prebivalcev je naraslo s 40.000 okoli leta 1870 na 130.000 leta 1914 in mesto se je širilo v vse smeri.
Erfurtski program je sprejela Socialdemokratska stranka Nemčije na svojem kongresu v Erfurtu leta 1891.
Med obema vojnama je mesto raslo. Proti stanovanjskemu pomanjkanju so se borili z gradbenimi programi in socialno infrastrukturo so razširili v skladu s socialno politiko Weimarske republike. Velika depresija med letoma 1929 in 1932 je za Erfurt povzročila katastrofo, skoraj vsak tretji je ostal brezposeln. Povečevali so se konflikti med skrajno levičarskimi in skrajno desno usmerjenimi sredinami, številni prebivalci pa so podprli novo nacistično oblast in Adolfa Hitlerja. Drugi, zlasti nekateri komunistični delavci, so se uprli novi upravi. Leta 1938 je bila nova sinagoga med Kristalno nočjo uničena. Judje so izgubili svoje premoženje in emigrirali ali bili deportirani v nacistična koncentracijska taborišča (skupaj s številnimi komunisti). Leta 1914 je podjetje Topf in sinovi začelo s proizvodnjo krematorijev in kasneje postalo vodilno na trgu v tej industriji. Pod nacisti je JA Topf & Sons koncentracijskim taboriščem Auschwitz-Birkenau, Buchenwald in Mauthausen-Gusen dobavljal posebej razvite krematorije, peči in pripadajoče naprave. 27. januarja 2011 so v nekdanjih prostorih podjetja v Erfurtu odprli spomenik in muzej, posvečen žrtvam holokavsta.
Med drugo svetovno vojno je Erfurt doživel več kot 27 britanskih in ameriških zračnih napadov, umrlo je približno 1600 civilistov. Bombardiran kot tarča naftne kampanje, je Erfurt utrpel le omejeno škodo in ga je 12. aprila 1945 zavzela ameriška 80. pehotna divizija. 3. julija so ameriške enote zapustile mesto, ki je nato postalo del sovjetske okupacijske cone in sčasoma Nemške demokratične republike (Vzhodna Nemčija). Leta 1948 je Erfurt postal glavno mesto Turingije in je nadomestil Weimar. Leta 1952 so bile države v NDR razpuščene v korist centralizacije pod novo socialistično vlado. Erfurt je nato postal glavno mesto novega Bezirka (okrožja). Leta 1953 je bila ustanovljena Visoka šola za izobraževanje, ki ji je leta 1954 sledila visoka šola  medicine, prva akademska ustanova v Erfurtu po zaprtju univerze leta 1816.
19. marca 1970 sta se v Erfurtu srečala voditelja vlad Vzhodne in Zahodne Nemčije Willi Stoph in Willy Brandt, kar je bilo prvo tovrstno srečanje po delitvi Nemčije. V 1970-ih in 1980-ih, ko so se gospodarske razmere v NDR poslabšale, so številne stare stavbe v mestnih središčih propadle, medtem ko se je vlada proti stanovanjskemu pomanjkanju borila z gradnjo velikih naselij Plattenbau na obrobju. Miroljubna revolucija 1989/1990 je vodila do ponovne združitve Nemčije.
S ponovnim oblikovanjem zvezne dežele Turingija leta 1990 je mesto postalo glavno mesto dežele. Po ponovni združitvi je v vzhodni Nemčiji nastopila globoka gospodarska kriza. Številne tovarne so se zaprle, veliko ljudi je izgubilo službo in se preselilo v nekdanjo Zahodno Nemčijo. Hkrati je bilo veliko stavb prenovljenih in infrastruktura se je močno izboljšala. Leta 1994 je bila odprta nova univerza, leta 1991 pa tudi Fachhochschule. Med letoma 2005 in 2008 se je gospodarska situacija izboljšala, saj se je stopnja brezposelnosti zmanjšala in so se razvila nova podjetja. Poleg tega se je število prebivalcev znova začelo povečevati.
26. aprila 2002 je prišlo do streljanja v šoli Gutenberg-Gymnasium.
Od 1990-ih se je v Erfurtu uveljavil organizirani kriminal, saj je v mestu prisotnih več mafijskih skupin, vključno z armensko mafijo. Med drugimi dogodki sta bila rop in požig, usmerjen v gastronomski sektor, leta 2014 pa je prišlo do streljanja na odprti ulici.

## Geografija
Erfurt leži na jugu Turinške kotline, rodovitnega kmetijskega območja med gorovjem Harz 80 km na severu in Turinškim gozdom 30 km na jugozahodu. Medtem ko so severni deli mestnega območja ravninski, južne sestavljajo hribovita pokrajina do 430 m nadmorske višine. V tem delu leži občinski gozd Steigerwald z bukvami in hrasti kot glavnima drevesnima vrstama. Na vzhodu in zahodu je nekaj negozdnih gričev, tako da dolina reke Gere znotraj mesta tvori kotlino. Severno od mesta je nekaj delujočih gramoznic, druge pa so zapuščene, poplavljene in se uporabljajo kot območja za prosti čas.
Erfurt ima vlažno celinsko podnebje (Dfb) ali oceansko podnebje (Cfb) po Köppnovi podnebni klasifikaciji. Poletja so topla in včasih vlažna s povprečnimi najvišjimi temperaturami 23 °C in najnižjimi 12 °C. Zime so razmeroma hladne s povprečnimi visokimi temperaturami 2 °C in najnižjimi –3 °C. Topografija mesta ustvarja mikroklimo, ki jo povzroča lokacija v kotlini z včasih inverzijo pozimi (precej mrzle noči pod –20 °C) in neustreznim kroženjem zraka poleti. Letna količina padavin je le 502 milimetra z zmernimi padavinami skozi vse leto. Rahlo sneženje večinoma pada od decembra do februarja, vendar snežna odeja običajno ne ostane dolgo.

### Upravne enote
Erfurt meji na okrožja Sömmerda (občine Witterda, Elxleben, Walschleben, Riethnordhausen, Nöda, Alperstedt, Großrudestedt, Udestedt, Kleinmölsen in Großmölsen) na severu, okrožje Weimarer Land (občine Niederzimmern, Nohra, Mönchenholzhausen in Klettbach) na vzhodu, Ilm- Kreis (občine Kirchheim, Rockhausen in Amt Wachsenburg) na jugu in Gotha (občine Nesse-Apfelstädt, Nottleben, Zimmernsupra in Bienstädt) na zahodu.
Samo mesto je razdeljeno na 53 okrožij. Središče tvorijo okrožje Altstadt (staro mesto) in okrožja Gründerzeit Andreasvorstadt na severozahodu, Johannesvorstadt na severovzhodu, Krämpfervorstadt na vzhodu, Daberstedt na jugovzhodu, Löbervorstadt na jugozahodu in Brühlervorstadt na zahodu. Več nekdanjih industrijskih okrožij so Ilversgehofen (ustanovljeno leta 1911), Hohenwinden in Sulzer Siedlung na severu. Drugo skupino okrajev zaznamujejo naselja Plattenbau, zgrajena v obdobju DDR: Berliner Platz, Moskauer Platz, Rieth, Roter Berg in Johannesplatz na severu ter Melchendorf, Wiesenhügel in Herrenberg na južnem delu mesta.
Končno je veliko vasi s povprečno približno 1000 prebivalci, ki so bile vključene v 20. stoletju; vendar so do danes večinoma ostali na podeželju.

### Demografija
Okoli leta 1500 je mesto imelo 18.000 prebivalcev in je bilo eno največjih mest v Svetem rimskem cesarstvu. Število prebivalcev je nato bolj ali manj stagniralo vse do 19. stoletja. Prebivalstvo Erfurta je bilo leta 1820 21.000 in se je povečalo na 32.000 leta 1847, v letu železniške povezave, ko se je začela industrializacija. V naslednjih desetletjih je Erfurt narasel na 130.000 ob začetku prve svetovne vojne in 190.000 prebivalcev leta 1950. Najvišjo vrednost je dosegel leta 1988 z 220.000 prebivalci. Slabe gospodarske razmere v vzhodni Nemčiji po ponovni združitvi so povzročile upad prebivalstva, ki je leta 2002 padlo na 200.000, nato pa se je leta 2011 ponovno povečalo na 206.000. Povprečna rast prebivalstva med letoma 2009 in 2012 je bila približno 0,68 % p. a, medtem ko se prebivalstvo v obmejnih podeželskih regijah vse hitreje zmanjšuje. Suburbanizacija je imela v Erfurtu le majhno vlogo. Zgodilo se je po ponovni združitvi za kratek čas v 1990-ih, vendar je bila večina primestnih območij znotraj upravnih mestnih meja.
Tako kot v drugih mestih v vzhodni Nemčiji tujci predstavljajo le majhen delež prebivalstva Erfurta: približno 3,0 % je nenemcev po državljanstvu in skupno 5,9 % migrantov (po popisu EU iz leta 2011).
Zaradi uradnega ateizma nekdanje NDR je večina prebivalstva nevernih. 14,8 % je pripadnikov Evangeličanske cerkve v osrednji Nemčiji in 6,8 % katoličanov (po popisu EU leta 2011). Judovsko skupnost sestavlja 500 članov. Večina se jih je v 1990-ih iz Rusije in Ukrajine preselila v Erfurt.

## Kultura, znamenitosti in mestna pokrajina

### V kulturni zgodovini pomembni prebivalci
Teolog, filozof in mistik Mojster Eckhart (okoli 1260–1328) je pri približno 18 letih (okoli 1275) vstopil v dominikanski samostan (Predigerkloster) v Erfurtu. Eckhart je bil dominikanski prior v Erfurtu od 1294 do 1298 in vikar Turingije od 1298 do 1302. Po enem letu bivanja v Parizu se je leta 1303 vrnil v Erfurt in od tam do leta 1311 opravljal svoje naloge kot provincial Saške.
Martin Luther (1483–1546) je od leta 1501 študiral pravo in filozofijo na Univerzi v Erfurtu. Od leta 1505 do 1511 je živel v samostanu svetega Avguština v Erfurtu kot pater.
Johann Pachelbel (1653–1706) je služil kot organist v Predigerkirche (Pridigarska cerkev) v Erfurtu od junija 1678 do avgusta 1690. Pachelbel je v Erfurtu komponiral približno sedemdeset skladb za orgle.
Mesto je rojstni kraj enega od bratrancev Johanna Sebastiana Bacha, Johanna Bernharda Bacha, pa tudi očeta Johanna Sebastiana Bacha, Johanna Ambrosiusa Bacha. Bachova starša sta se poročila leta 1668 v Kaufmannskirche (Trgovska cerkev), ki še vedno obstaja na glavnem trgu Angerja.
Alexander Müller (1808–1863), pianist, dirigent in skladatelj, se je rodil v Erfurtu. Kasneje se je preselil v Zürich, kjer je bil vodja abonmajskih koncertov General Music Society.
Max Weber (1864–1920) se je rodil v Erfurtu.  Bil je sociolog, filozof, pravnik in politični ekonomist, čigar ideje so močno vplivale na sodobno družbeno teorijo in družbene raziskave.
Po letu 1906 je v Erfurtu živel skladatelj Richard Wetz (1875–1935), ki je postal vodilna oseba v glasbenem življenju mesta. Tu so nastala njegova glavna dela, vključno s tremi simfonijami, Rekviemom in božičnim oratorijem.
Tekstilna oblikovalka Margaretha Reichardt (1907–1984) se je rodila in umrla v Erfurtu. Študirala je na Bauhausu od leta 1926 do 1930 in medtem delala z Marcelom Breuerjem na njegovih inovativnih dizajnih stolov. Njen nekdanji dom in tkalska delavnica v Erfurtu, Margaretha Reichardt Haus, je zdaj muzej, ki ga upravlja Angermuseum Erfurt.
Znani sodobni glasbeniki iz Erfurta so Clueso, Boogie Pimps in Yvonne Catterfeld.

### Muzeji
Erfurt ima različne muzeje, med njimi:
- Stadtmuseum (občinski muzej) prikazuje vidike zgodovine Erfurta s poudarkom na srednjem veku, zgodnji moderni zgodovini, Martinu Luthru in univerzi. Drugi deli Stadtmuseuma so Neue Mühle (Novi mlin), stari vodni mlin, ki še vedno deluje, in Benaryspeicher (Benaryjevo skladišče) z razstavo starih tiskarskih strojev.
- Alte Synagoge (Stara sinagoga) je ena najstarejših sinagog v Evropi.[39] Zdaj je muzej lokalne judovske zgodovine. Hrani faksimile srednjeveških hebrejskih rokopisov in Erfurtski zaklad, zaloga kovancev in zlatarskih del, ki naj bi pripadal Judom, ki so jih skrili leta 1349 v času pogromov črne kuge.
- Erinnerungsort Topf & Söhne (spomenik Topf in sinovi) je na lokaciji tovarne podjetja, ki je zgradilo krematorij za Auschwitz in druga koncentracijska taborišča. Njegove razstave raziskujejo sodelovanje civilnega podjetja z nacionalsocialističnim režimom v holokavstu.
- Spominski in izobraževalni center Andreasstrasse, (Stasijev muzej). Na mestu nekdanjega zapora Erfurt Stasi, kjer je bilo zaprtih več kot 5000 ljudi. 4. decembra 1989 so stavbo zasedli domačini. To je bil prvi od mnogih takih prevzemov Stasijevih stavb v nekdanji Vzhodni Nemčiji.[40] Danes ima razstave o zgodovini Vzhodne Nemčije in dejavnostih njenega režima.

- Mestni muzej
- Angermuseum
- Prirodoslovni muzej
- Nemški hortikulturni muzej
- Muzej turinške folklore
- Muzej J.A. Topf & Söhne in spomin na holokavst
- Spominski in izobraževalni center Andreasstrasse, nekdanji zapor Stasi
- Dvorec Molsdorf

### Mestna krajina
Mestno podobo Erfurta predstavlja srednjeveško jedro ozkih, zavitih uličic v središču, obdanih s pasom arhitekture Gründerzeit, ustvarjene med letoma 1873 in 1914. Leta 1873 so bile mestne utrdbe porušene in na območju pred Erfurtom je bilo mogoče graditi hiše. V naslednjih letih je Erfurt doživel gradbeni razcvet. Na severnem območju (okrožja Andreasvorstadt, Johannesvorstadt in Ilversgehofen) so bila zgrajena stanovanja za tovarniške delavce, medtem ko so bila na vzhodnem območju (Krämpfervorstadt in Daberstedt) stanovanja za bele ovratnike in uradnike, jugozahodni del (Löbervorstadt in Brühlervorstadt) s čudovito dolino so se gradile vile in dvorci bogatih tovarnarjev in veljakov.
V času med vojnama je nastalo nekaj naselij v slogu bauhaus, pogosto kot stanovanjske zadruge.
Po drugi svetovni vojni in v celotnem obdobju NDR je pomanjkanje stanovanj ostalo problem, čeprav je vlada začela velik program gradnje stanovanj. Med letoma 1970 in 1990 so bila zgrajena velika naselja Plattenbau s stolpnicami na severnem (za 50.000 prebivalcev) in jugovzhodnem (za 40.000 prebivalcev) obrobju. Po ponovni združitvi je bila obnova starih hiš v mestnem središču in predelih Gründerzeit velik problem. Zvezna vlada je dodelila znatne subvencije, tako da je bilo mogoče obnoviti številne hiše.
V primerjavi z mnogimi drugimi nemškimi mesti je bilo v drugi svetovni vojni le malo Erfurta uničenega. To je eden od razlogov, zakaj center danes ponuja mešanico srednjeveške, baročne in neoklasicistične arhitekture ter stavb iz zadnjih 150 let.
Javne zelene površine so ob reki Gera in v več parkih, kot so Stadtpark, Nordpark in Südpark. Največje zeleno območje je Egapark, hortikulturni razstavni park in botanični vrt, ustanovljen leta 1961.

### Znamenitosti in arhitekturna dediščina
V središču mesta je približno 25 cerkva in samostanov, večina v gotskem slogu, nekaj tudi v romanskem slogu ali mešanici romanskih in gotskih elementov, nekaj pa v poznejših slogih. Različni zvoniki označujejo srednjeveško središče in so privedli do enega od vzdevkov Erfurta kot »turinški Rim«.
- Allerheiligenkirche (Cerkev vseh svetih) je gotska cerkev iz 14. stoletja na Marktstraße (Tržna ulica), kjer je kolumbarij.
- Dom St. Marien (Stolnica sv. Marije) se dviga nad Domplatzom, stolničnim trgom. Je škofovski sedež in ena glavnih znamenitosti Erfurta. Združuje romanske in gotske elemente in ima največji prosto nihajoči srednjeveški zvon na svetu,[42] ki se imenuje Gloriosa. Eno od umetniških del v stolnici je Mistična poroka sv. Katarine Lucasa Cranacha starejšega, naslikana okoli leta 1520.[43]
- Lorenzkirche (cerkev sv. Lovrenca) je majhna gotska župnijska cerkev iz 14. stoletja na trgu Anger.
- Martinikirche (cerkev sv. Martina) je bila zgrajena v 15. stoletju v gotskem slogu in v letih 1755–58 preurejena v baročno. Bila je hkrati del cistercijanskega samostana in župnijska cerkev Brühla, srednjeveškega primestnega območja.
- Neuwerkskirche St. Crucis (nova cerkev svetega Križa) je gotska cerkev iz 15. stoletja na Neuwerkstraße, ki je bila kasneje spremenjena v baročno. Do leta 1285 jo je uporabljal samostan avguštink.
- Schottenkirche St. Nikolai und St. Jakobi (cerkev škotskih menihov sv. Nikolaja in svetega Jakoba) je romanska samostanska cerkev iz 11. stoletja z baročno fasado, ki je bila kasneje uporabljena kot župnijska cerkev.
- Severikirche (cerkev sv. Ksaverija) je druga največja župnijska cerkev za stolnico in stoji poleg nje na hribu Domberg. Je v gotskem slogu in je bila zgrajena okoli leta 1300.
- Ursulinenkirche (cerkev sv. Uršule), je gotska cerkev na trgu Anger. Pripada samostanu sv. Uršule, ustanovljenem leta 1136.[44] Je edini srednjeveški samostan ali nunski samostan v Erfurtu, ki od odprtja neprekinjeno deluje.
- Wigbertikirche (cerkev sv. Wigberta) je gotska cerkev iz 15. stoletja v bližini trga Anger.

- Cerkev vseh svetih
- cerkev sv. Lovrenca
- cerkev sv. Martina
- cerkev svetega Križa
- Schottenkirche
- cerkev sv. Ksaverija
- cerkev sv. Uršule
- cerkev sv. Wigberta

Najstarejši deli erfurtske Alte Synagoge (Stara sinagoga) segajo v 11. stoletje. Uporabljali so jo do leta 1349, ko je bila judovska skupnost uničena v pogromu, znanem kot pokol v Erfurtu. Stavba je imela od takrat številne druge namene. V 1990-ih so jo konzervirali, leta 2009 pa je postala muzej judovske zgodovine. Arheologi so leta 2007 odkrili redko Mikve, obredno kopel, ki izvira iz okoli leta 1250. Od septembra 2011 je dostopna obiskovalcem na vodenih ogledih. Leta 2015 sta bila stara sinagoga in Mikve nominirana za svetovno dediščino. Pogojno je bila uvrščena na seznam, vendar dokončna odločitev še ni bila sprejeta. 
Ko je bila v 19. stoletju podeljena verska svoboda, se je nekaj Judov vrnilo v Erfurt. Zgradili so svojo sinagogo na bregovih reke Gera in jo uporabljali od leta 1840 do 1884. Neoklasicistična stavba je znana kot Kleine sinagoga (Mala sinagoga). Danes se uporablja kot prireditveni center. Odprta je tudi za obiskovalce.
Große Synagoge (Velika sinagoga), je bila odprta leta 1884, ker je skupnost postala večja in bogatejša. Ta stavba v mavrskem slogu je bila uničena med vsedržavnimi nacističnimi nemiri, 9. in 10. novembra 1938, znani kot Kristalna noč.
Leta 1947 je bilo zemljišče, ki ga je zasedla Velika sinagoga, vrnjeno judovski skupnosti in zgradili so svoj trenutni bogoslužni prostor, Neue Synagoge (Nova sinagoga), ki so jo odprli leta 1952. To je bila edina stavba sinagoge, postavljena pod komunistično oblastjo v Vzhodni Nemčiji.
- Stara sinagoga
- Mala sinagoga
- Nova sinagoga

### Ulice in trgi
Nekateri trgi so:
- Krämerbrücke (Trgovski most) je najbolj znana turistična znamenitost Erfurta. Ta most iz 15. stoletja je popolnoma prekrit s stavbami in je edinstven v Evropi severno od Alp. Danes je v hišah nekaj trgovin z umetnimi izdelki in spominki.
- Domplatz (Stolničnii trg) je največji trg v Erfurtu in eden največjih zgodovinskih trgov v Nemčiji. Do stolnice in cerkve sv. Ksaverija na njegovi zahodni strani se pride čez Domstufen, širokih stopnic. Na severni strani leži sodišče, zgodovinska stavba iz leta 1880. Na vzhodni in južni strani stojijo zgodnjemoderne patricijske hiše. Na trgu sta Minervin vodnjak iz leta 1784 in Erthalov obelisk iz leta 1777. Domplatz je glavno prizorišče božičnega sejma v Erfurtu v decembru in lokacija DomStufen-Festivala, poletnega gledališkega festivala na prostem.
- Fischmarkt (Ribja tržnica) je osrednji trg središča Erfurta. Obdajajo ga renesančne patricijske hiše in mestna hiša, neogotska stavba iz leta 1882. Sredi trga je kip Rimljana, simbol neodvisnosti mesta, ki so ga postavili meščani leta 1591.
- Wenigemarkt (Manjši trg) je majhen trg na vzhodni strani reke Gera (nasproti Fischmarkta na zahodni strani), obdan z zgodnjemodernimi patricijskimi in trgovskimi hišami. Vodnjak na tem trgu s skulpturo Pretepajoči se fantje je nastal leta 1975. Danes so na trgu Wenigemarkt tudi različne kavarne in bari. Poleg Wenigemarkta na Futterstraße je stavba Kaisersaal, neoklasicistična prireditvena dvorana iz leta 1831 (sedanja stavba). Tu je leta 1808 potekal Erfurtski kongres.
- Anger (prvotno nemški izraz za »zeleno vas«) je raztegnjen trg v vzhodnem mestnem središču. Tu so povezane vse tramvajske proge, tako da je v 20. stoletju postalo novo mestno središče s številnimi pomembnimi stavbami. Na njegovi severni strani je glavna pošta, zgrajena leta 1886 v neogotskem slogu z izrazitim stolpom z uro. Na severovzhodu stoji spomenik Martinu Luthru iz leta 1889 pred trgovsko cerkvijo. Med cerkvijo in uršulinskim samostanom leži veleblagovnica "Anger 1" iz leta 1908. Na južni strani je Angermuseum, umetnostnozgodovinski muzej v Erfurtu, znotraj baročne palače iz leta 1711. Zahodni del trga Anger je obkrožen z velikimi historicističnimi poslovnimi hišami s konca 19. stoletja. Zahodni del trga zaznamuje vodnjak Angerbrunnen iz leta 1890. Jezuitski kolegij blizu Schlösserstraße je bil zgrajen leta 1737 in je bil v uporabi do prepovedi jezuitov leta 1773.

- Krämerbrücke
- Božični sejem na Domplatzu
- Fischmarkt
- Wenigemarkt
- Pošta na trgu Anger
- Angermuseum
- Hirschgarten

### Fortifikacije
Od leta 1066 do 1873 je bilo staro mesto Erfurt obdano z utrjenim obzidjem. Približno leta 1168 so ga razširili, da je potekalo okoli zahodne strani griča Petersberg in ga zapiralo znotraj mestnih meja.
Po združitvi Nemčije leta 1871 je Erfurt postal del novonastalega Nemškega cesarstva. Nevarnosti za mesto s strani saških sosedov in Bavarske ni bilo več, zato so se odločili, da se mestno obzidje poruši. Danes je ostalo le nekaj ostankov. Del notranjega zidu je mogoče najti v majhnem parku na vogalu Juri-Gagarin-Ring in Johannessstraße, drugi del pa pri protipoplavnem jarku (Flutgraben) blizu Franckestraße. V Brühlerjevem vrtu, za katoliško sirotišnico, je tudi majhen obnovljen del obzidja. Samo eden od utrjenih stolpov obzidja je ostal stal, na Boyneburguferju, vendar je bil uničen v zračnem napadu leta 1944.
Citadela Petersberg je ena največjih in najbolje ohranjenih mestnih utrdb v Evropi, ki se razprostira na 36 hektarih površine severozahodno od središča mesta. Gradili so jo od leta 1665 na griču Petersberg in je bila v vojaški uporabi do leta 1963. Od leta 1990 je bila znatno obnovljena in je zdaj odprta za javnost kot zgodovinsko mesto.
Citadela Cyriaksburg je manjša citadela jugozahodno od mestnega središča iz leta 1480. Danes je v njej nemški muzej hortikulture.

## Pobratena mesta
Erfurt je pobraten z:
- Győr, Madžarska (1971)
- Vilna, Litva (1972)
- Kalisz, Poljska (1982)
- Mainz, Nemčija (1988)
- Lille, Francija (1991)
- Shawnee, Kansas, ZDA (1993)
- San Miguel de Tucumán, Argentina (1993)
- Loveč, Bolgarija (1996)
- Haifa, Izrael (2000)
- Xuzhou, Kitajska (2005)
- Kati, Mali (2011)

## Opomba
1. ↑  As with the case of an anthropomorhic figurine excavated in Erfurt, some researchers including Olaf Höckmann[9] indicated those were intentionally broken, since neolithic figurines in human figure were found in fragment in high ratio among excavations in central Europe.[10][11][12]
2. ↑   Med 1631 in 1648, med tridesetletno vojno, so Erfurt zasedle švedske sile,[20] tako se podoba kraljice Kristine pojavi na erfurtskih 10 dukatih iz leta 1645 (Portugaloser). Znano je, da obstaja sedem zlatih kovancev s podobo kraljice Kristine: edinstveni pet dukatov iz leta 1649,[21] in šest primerkov iz leta 1645 po 10 dukatov.[22]